# Tomasz Marzecki
Tadeusz Tomasz Marzecki (ur. 16 kwietnia 1949) – polski aktor teatralny, filmowy i dubbingowy. Lektor, narrator i reżyser dubbingu.

## Życiorys
W 1972 ukończył studia na wydziale aktorskim PWST w Warszawie. W latach 1972–1974 występował jako aktor w Teatrze Śląskim im. Stanisława Wyspiańskiego w Katowicach, a w latach 1974–1998 jako aktor w Teatrze Studio w Warszawie.
Jego najważniejszą kreacją na deskach teatralnych była rola „Dantego” w głośnym spektaklu Józefa Szajny o tym samym tytule. Grał ją nieprzerwanie (na przemian z Leszkiem Herdegenem i Markiem Walczewskim) od premiery w roku 1974 aż do roku 1982.
Od wielu lat związany jest z Polskim Radiem, ma na swoim koncie udział w dziesiątkach słuchowisk, najbardziej znaną rolę kreuje w Matysiakach od 1985 jako Tomek Piekarski. Znany jest również m.in. jako Xardas z serii gier Gothic, a także jako Shredder w polskiej wersji serialu Wojownicze Żółwie Ninja z 2003 roku.
Jego głos usłyszeć można m.in. w programie TVP1 „Ktokolwiek widział, ktokolwiek wie”, jak również przy okazji różnych uroczystości (np. świąt narodowych) transmitowanych na antenie tej stacji.
W trakcie uroczystości pogrzebowych prezydenta Lecha Kaczyńskiego i jego żony Marii 18 kwietnia 2010, transmitowanych przez Telewizję Polską, czytał fragmenty poezji Juliusza Słowackiego.
W fabularyzowanym filmie o gen. Tadeuszu Rozwadowskim Zapomniany generał (2012) zagrał głównego, tytułowego bohatera.
W 2001 został odznaczony Złotym Krzyżem Zasługi.
W 2023 roku otrzymał Splendor Splendorów im. Krzysztofa Zaleskiego, nagrodę przyznawaną przez Zespół Artystyczny Teatru Polskiego Radia.

## Filmografia
- 2012: Zapomniany generał – generał Tadeusz Rozwadowski
- 2009: Popiełuszko. Wolność jest w nas – głos w Radiu Wolna Europa
- 2000–2001: Przeprowadzki – stójkowy (odc. 1)
- 1991: Maria Curie – Jacques Curie, brat Piotra (niewymieniony w czołówce)
- 1990: Jan Kiliński – agent
- 1990: Dom na głowie
- 1987: Anioł w szafie – kierownik planu
- 1987: Dorastanie – doktor Arciszewski (odc. 7)
- 1987: 07 zgłoś się – informator Borewicza z bazaru (odc. 20)
- 1978: Znaki zodiaku – Stefan

## Dubbing
- 1994: Asterix podbija Amerykę – Ahigienix
- 1998: Teknoman – Dagger
- 2001: Gothic – Saturas, Xardas
- 2002: Gothic II – Smok-ożywieniec, Xardas
- 2003: Gothic II: Noc Kruka – Saturas, Xardas
- 2003: The Meatrix – Mufeusz
- 2006: Gothic 3 – Saturas, Xardas
- 2006–2011: Galactik Football – Sonny Blackbones
- 2010: Arcania – Xardas
- 2011: Arcania: Upadek Setarrif – Xardas

## Reżyser dubbingu
- 2006–2011: Galactik Football (odc. 7-78)